# کلودیو ولاسکز
کلودیو ولاسکز (انگلیسی: Claudio Velásquez؛ زادهٔ ۱۸ فوریهٔ ۱۹۸۶) بازیکن فوتبال اهل آرژانتین است.
از باشگاه‌هایی که در آن بازی کرده‌است می‌توان به باشگاه فوتبال الیانزا لیما و باشگاه فوتبال روساریو سنترال اشاره کرد.